# Cooperazione sino-tedesca

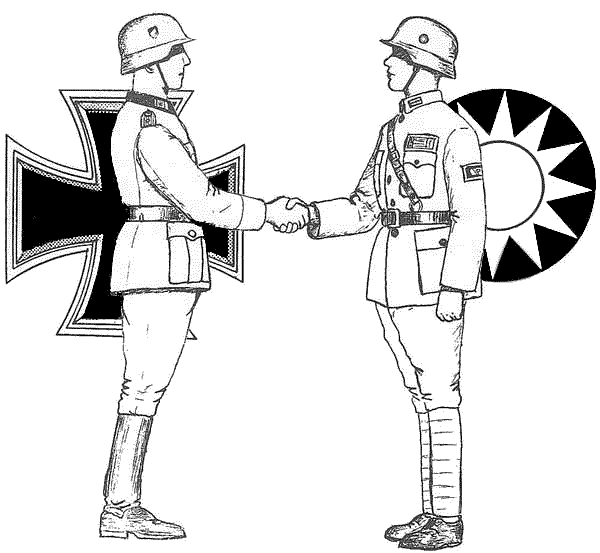
La cooperazione sino-tedesca giocò un grande ruolo nella storia della Repubblica di Cina all'inizio del XX secolo.

La storia della cooperazione sino-tedesca (in cinese: 中德合作 Zhōng-Dé hézuò; in tedesco: Chinesisch-Deutsche Kooperation) prende avvio dal primo accordo formale di mutua collaborazione (avvenuta principalmente tra la fine degli anni 1920 e gli anni 1930) tra la Cina e la Germania.
La Repubblica di Cina, che succedette alla Dinastia Qing nel 1912, era al principio impegnata nella guerra civile tra le fazioni interne e le incursioni straniere, lottando per il potere.

## Le relazioni sino-tedesche

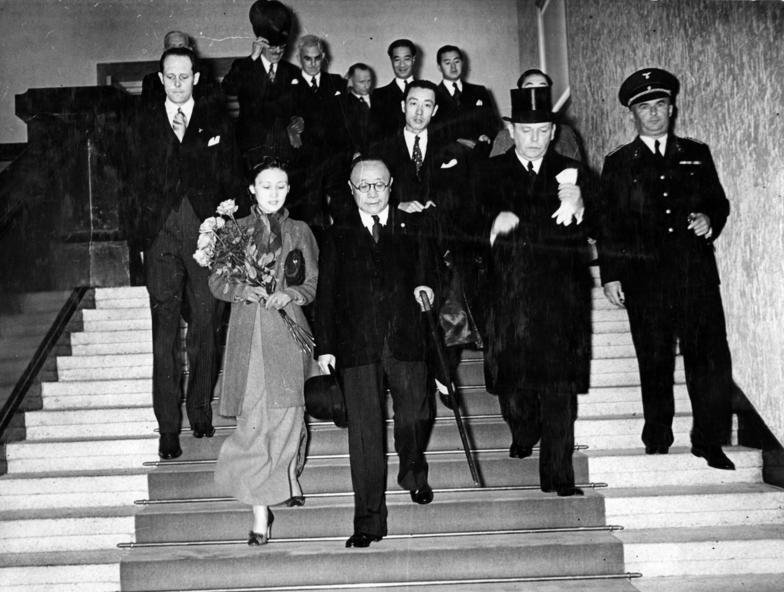
Ambasciatore cinese a Berlino

Il governatore del Kuomintang (KMT) a Guangzhou aveva bisogno dell'aiuto tedesco. Chu Chia-hua (朱家驊; Zhū Jiāhuá) che aveva studiato in Germania durante gli anni 1910 e 1920 divenne l'ispiratore di gran parte delle successive relazioni sino-tedesche dal 1926.
Nel 1928 la Cina si unificò nominalmente sotto il controllo del Kuomintang: Sun Yat-sen, primo presidente della Cina e leader del Kuomintang, stava organizzando e mettendo in pratica un grande progetto per modernizzare l'industria e le Forze Armate in vista della possibile invasione giapponese. Questa urgenza cinese, unita alle necessità della Germania di rifornirsi di materie prime indispensabili fece avviare le relazioni tra i due paesi. Trovò la sua massima espansione con l'avvento del Partito nazista NSDAP in Germania nel 1933.
Dalla firma però del Patto tripartito del settembre 1940, tra Germania, Italia, e Giappone, la Cina ruppe le relazioni con i due paesi europei che avevano riconosciuto lo stato fantoccio filo-giapponese noto come Repubblica di Nanchino. La Repubblica di Cina dichiarò ufficialmente guerra al Giappone nel dicembre 1941, che combatteva già dal 1937, appena il Giappone entrò in guerra contro gli Alleati, e poté dichiarare apertamente guerra anche alle Potenze dell'Asse Germania e Italia.

## Sfondo
Secondo i termini del Trattato di Versailles, l’esercito tedesco era stato limitato a 100.000 uomini e la sua produzione militare-industriale era stata notevolmente ridotta. Dopo la morte di Yuan Shikai, la Repubblica di Cina era precipitata in una guerra civile tra vari signori della guerra. I produttori di armi tedeschi iniziarono a cercare di ristabilire legami commerciali con la Cina per attingere al suo vasto mercato di armi e assistenza militare.
Il Ministero degli Esteri della Repubblica di Weimar favorì una politica di amicizia con la Repubblica Cinese. Nel 1924, il partito Kuomintang (nazionalisti o KMT) fu fondato da Sun Yat-sen a Guangzhou. Con il sostegno dell'Unione Sovietica e dei comunisti cinesi, il KMT pianificò di lanciare una spedizione al nord per sconfiggere i signori della guerra e unificare la Repubblica. I nazionalisti cercarono anche l'assistenza tedesca e si rivolsero a Zhu Jiahua, istruito in Germania. Zhu avrebbe continuato a organizzare quasi tutti i contatti sino-tedeschi dal 1926 al 1944. Nel 1926 invitò Max Bauer a esaminare le possibilità di investimento in Cina e l'anno successivo Bauer arrivò a Guangzhou e gli fu offerto un posto come consigliere di Chiang Kai-shek. Nel 1928, Bauer tornò in Germania per reclutare una missione consultiva permanente per gli sforzi di industrializzazione della Cina ma non ebbe del tutto successo poiché molte aziende esitarono a causa dell'instabilità politica della Cina e perché Bauer era una persona non grata per la sua partecipazione alla guerra del 1920 Putsch di Kapp. Inoltre, la Germania era ancora vincolata dal Trattato di Versailles, che rendeva impossibili gli investimenti militari diretti. Il Ministero degli Esteri di Weimar sollecitò la neutralità e scoraggiò la Reichswehr dal coinvolgimento diretto con il governo cinese. Lo stesso sentimento era condiviso dalle società di importazione-esportazione tedesche per paura che i legami diretti con il governo li escludessero dal trarre profitto come intermediari. Dopo essere tornato in Cina, Bauer contrasse il vaiolo, morì e fu sepolto a Shanghai.

## Modernizzazione militare della Cina con l'aiuto della Germania

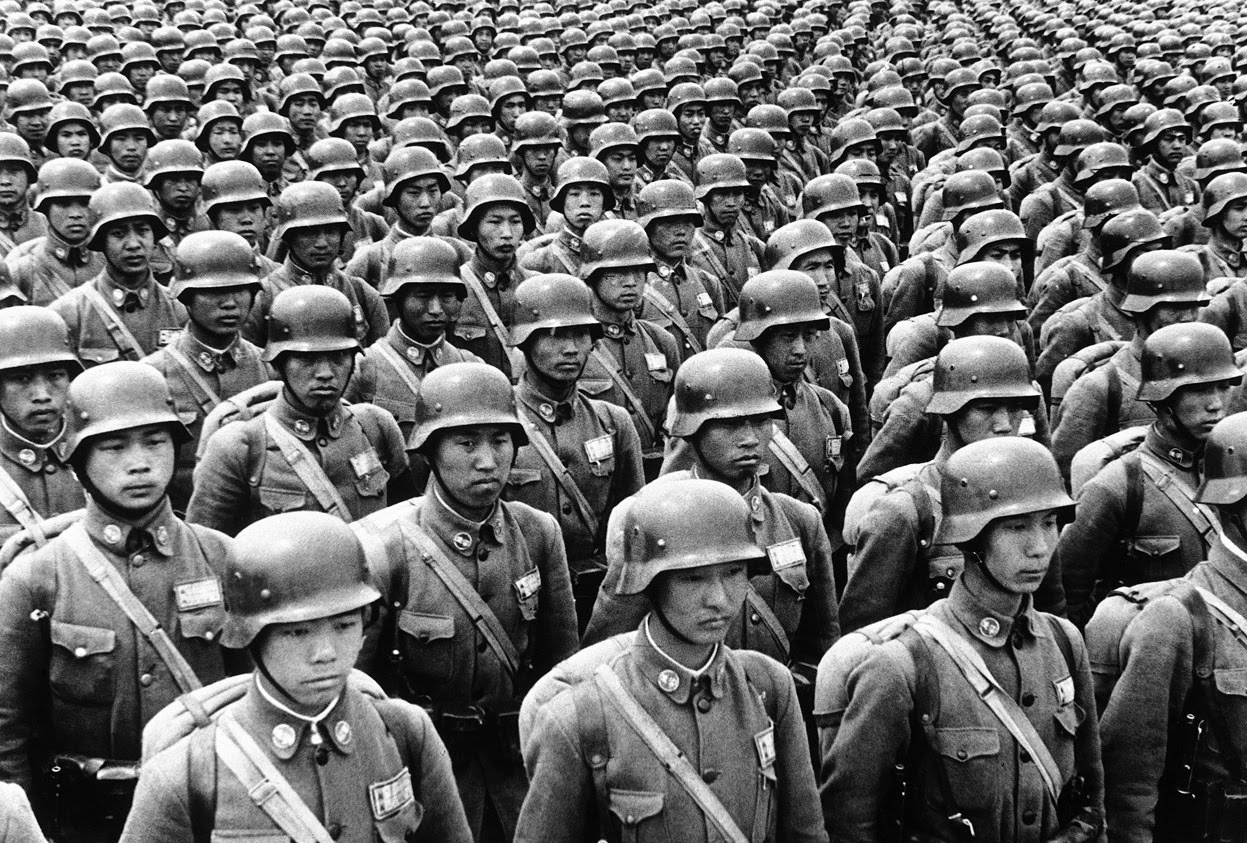
Fanti cinesi durante la battaglia di Wuhan nel 1938 contro i giapponesi, con divise ed equipaggiamento di origine tedesca

Nel 1933 il partito nazista salì al potere in Germania. I nazisti cercarono di aumentare la cooperazione con i nazionalisti per ottenere l’accesso alle materie prime cinesi. Il ministro degli Esteri Konstantin von Neurath credeva fermamente nel mantenimento delle buone relazioni della Germania con la Cina e diffidava dell'Impero del Giappone. L'invasione giapponese della Manciuria nel 1931 aveva mostrato alla leadership cinese la necessità di una modernizzazione militare e industriale e volevano investimenti tedeschi. Inoltre, la rapida ascesa della forza militare della Germania nazista portò alcune élite cinesi a esplorare le idee fasciste. Nel maggio 1933, Hans von Seeckt arrivò a Shanghai per supervisionare il coinvolgimento economico e militare tedesco in Cina. Ha presentato il memorandum Denkschrift für Marschall Chiang Kai-shek che delinea il suo programma per l'industrializzazione e la militarizzazione della Cina. Ha chiesto una forza piccola, mobile e ben equipaggiata per sostituire l'esercito massiccio ma sotto-addestrato. Inoltre, sosteneva che l'esercito fosse il "fondamento del potere dominante" e che il potere militare poggiasse sulla superiorità qualitativa derivata da ufficiali qualificati. Von Seeckt suggerì che il primo passo verso il raggiungimento di questo quadro fosse l'addestramento uniforme e il consolidamento dell'esercito cinese sotto il comando di Chiang e che l'intero sistema militare dovesse essere subordinato a una gerarchia centralizzata. A tale scopo, von Seeckt propose la formazione di una "brigata di addestramento" per sostituire l'élite tedesca, che avrebbe addestrato altre unità, con il suo corpo di ufficiali selezionato da rigorosi posizionamenti militari.

### Investimenti commerciali ed economici
Nel gennaio 1934 fu creata la Handelsgesellschaft für industrielle Produkte, o Hapro, per unificare tutti gli interessi industriali tedeschi in Cina. Il progetto industriale più importante della cooperazione sino-tedesca fu il Piano triennale del 1936, amministrato dalla Commissione nazionale per le risorse del governo cinese e dalla società Hapro il quale aveva diverse componenti di base come la monopolizzazione di tutte le lavorazioni di tungsteno e antimonio, la costruzione delle acciaierie centrali e delle officine meccaniche nell'Hubei, Hunan, Sichuan e lo sviluppo di centrali elettriche e fabbriche chimiche. Il superamento dei costi per i progetti fu in parte attenuato dal fatto che il prezzo del tungsteno era più che raddoppiato tra il 1932 e il 1936. La Germania concesse anche una linea di credito di 100 milioni di marchi al Kuomintang.
L'esercito cinese era un cliente importante per i produttori di armi tedeschi e per l'industria pesante. Anche le esportazioni cinesi verso la Germania, comprese le forniture di stagno e tungsteno, sono state considerate vitali. Al suo apice, la Germania rappresentava il 17% del commercio estero cinese e la Cina era il principale partner commerciale per le imprese tedesche in Asia.

### Aiuti militari tedeschi

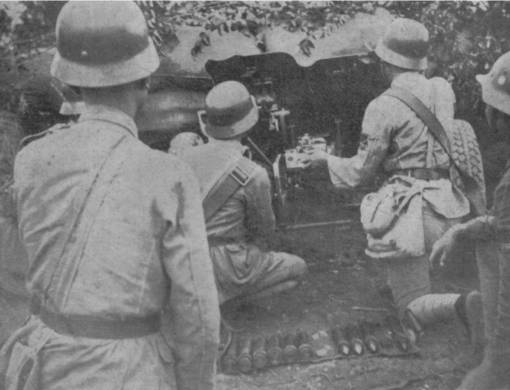
Soldati cinesi che indossano Stahlhelm mentre sparano con un cannone anticarro Pak 36.

La Germania inviò in Cina consiglieri militari come Alexander von Falkenhausen per aiutare il governo del KMT a riformare le sue forze armate. I piani originali di Von Seeckt prevedevano una drastica riduzione dell'esercito a 60 divisioni d'élite, che sarebbero state modellate sulla Wehrmacht, ma le fazioni che sarebbero state eliminate rimasero una questione aperta. Nel complesso, il corpo degli ufficiali addestrati dall'Accademia Whampoa fino al 1927 era stato solo leggermente migliore in termini di qualità rispetto agli eserciti dei signori della guerra, ma rimase fedele a Chiang. Von Falkenhausen riteneva che fosse troppo ottimistico aspettarsi l'Esercito Rivoluzionario Nazionale (NRA) di essere supportato da mezzi corazzati e artiglieria pesante perché l'industria non aveva la capacità necessaria. Alcune divisioni iniziarono l'addestramento secondo gli standard tedeschi e furono per formare un esercito centrale cinese relativamente piccolo ma ben addestrato. Verso la metà degli anni '30, circa 80.000 soldati avevano ricevuto un addestramento di tipo tedesco. Alcuni piloti dell'aeronautica nazionalista effettuarono addestramento al combattimento aereo con la Luftwaffe. I nazisti fornirono anche attrezzature militari. Secondo von Seeckt, circa l’80% della produzione cinese di armi era al di sotto della media o inadatta alla guerra moderna. Pertanto, sono stati intrapresi progetti per modernizzare gli arsenali esistenti. Ad esempio, l'arsenale di Hanyang fu ricostruito nel 1935 e nel 1936 per produrre mitragliatrici Maxim, vari mortai da trincea da 82 mm e il fucile Chiang Kai-shek (basato sui fucili tedeschi Mauser Standardmodell e Karabiner 98k). I fucili Chiang Kai-shek e Hanyang 88 rimasero le armi da fuoco predominanti utilizzate dagli eserciti cinesi durante la guerra.

## Tensioni e fine dei rapporti
Con il progredire degli anni '30, "il governo nazista iniziò ad avvicinarsi notevolmente al Giappone" mentre "i consiglieri (e molti membri dell'esercito tedesco) continuarono a spingere per una relazione sino-tedesca più forte".

### Dibattito al Ministero degli Esteri nazista
Sebbene Neurath e il Ministero degli Esteri tedesco continuassero a favorire una politica estera filo-cinese, l '"ambasciatore plenipotenziario in libertà" Joachim von Ribbentrop, che era a capo di un ministero degli Esteri alternativo e non ufficiale sponsorizzato da Hitler, preferiva fortemente un'alleanza con il Giappone. Da parte loro, le istituzioni politiche e militari giapponesi, nel 1934, erano meno che certe circa l’utilità del nuovo governo Hitler in Germania, che secondo Tokyo avrebbe tentato di mantenere un rapporto pacifico con l’Unione Sovietica ed evitare qualsiasi apertura aperta. allineamento con i nemici di Mosca. La sfiducia provata dal Giappone era in parte causata dallo stretto rapporto tra Germania e Cina, che, a sua volta, era percepita come un alleato dell'Unione Sovietica contro il Giappone. Così l'ambasciatore giapponese Kintomo Mushanokōji e l'addetto militare Hiroshi Ōshima lavorarono spesso a stretto contatto con Ribbentrop per minare le relazioni economiche e diplomatiche tedesco-cinesi.
Una delle domande più importanti era se la Germania avrebbe riconosciuto lo stato fantoccio giapponese del Manciukuo, insediatosi dopo l'invasione giapponese della Manciuria nel 1931. Un riconoscimento del Manciukuo, come suggerito dall'ambasciatore tedesco a Tokyo Herbert von Dirksen a partire dall'inizio del 1934, avrebbe chiaramente segnalato il sostegno all'espansionismo giapponese. Ma temendo che cinesi e sovietici percepissero tale mossa come un tentativo di accerchiamento, il riconoscimento del Manchukuo fu inizialmente contrastato da Neurath e dal Ministero degli Esteri. In risposta alla sua richiesta iniziale di riconoscere il Manciukuo, l'ambasciatore Dirksen è stato incaricato di evitare "qualsiasi stretta relazione con il Giappone che potrebbe esporre [la Germania] al sospetto di voler fornire assistenza contro la Russia". Questo livello di cautela era anche attribuibile all'impressione dei tedeschi che la guerra tra Giappone e URSS potesse essere all'orizzonte. Presupponevano che l’Unione Sovietica avrebbe ricevuto l’aiuto delle democrazie occidentali se fosse scoppiata, e il Ministero degli Esteri tedesco cercò, a tutti i costi, di evitare di essere coinvolto in un simile conflitto.

### Patto anticomintern

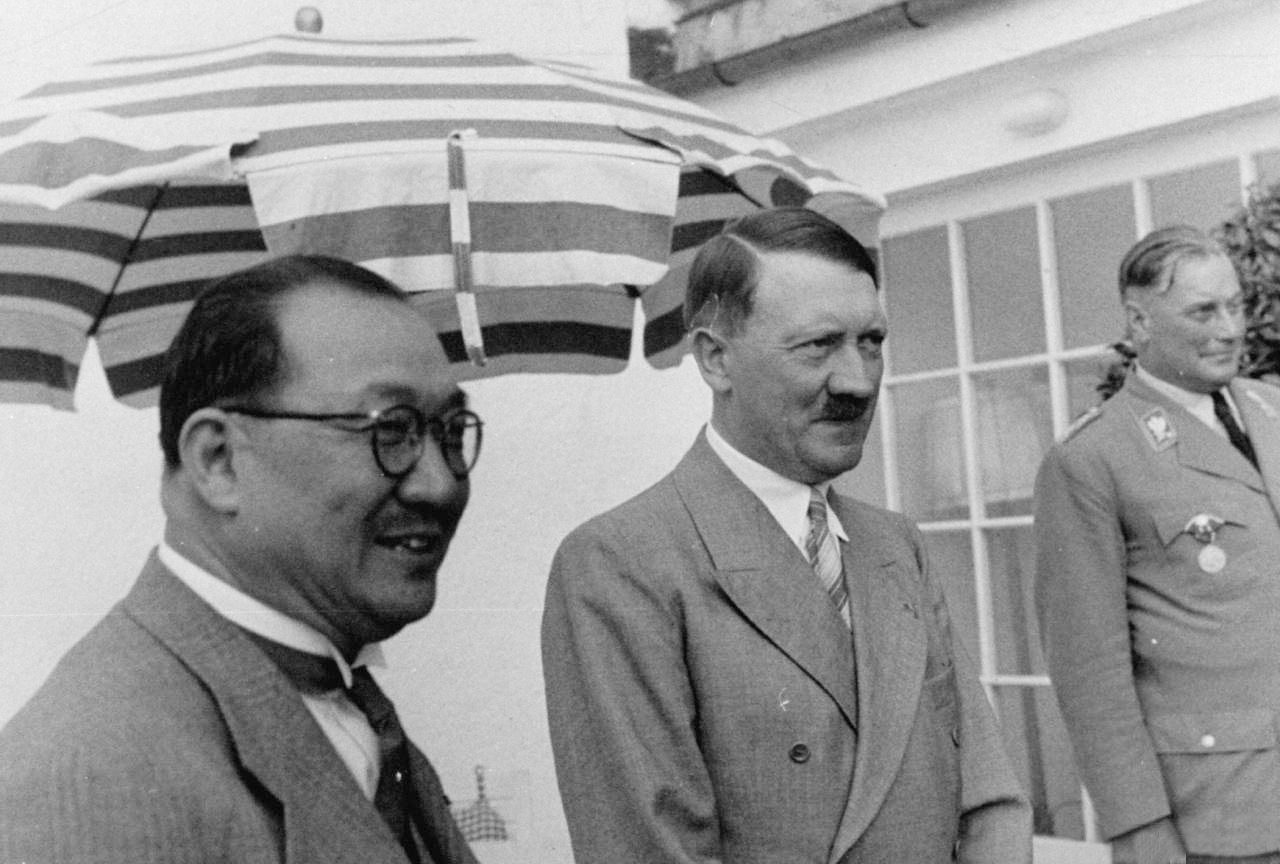
Il signor Kung Hsiang-hsi (banchiere e politico cinese) incontrò Hitler nel 1936.

A metà del 1935, nel tentativo di quadrare il cerchio tra la ricerca di un riavvicinamento con il Giappone e la tradizionale alleanza della Germania con la Cina, Ribbentrop e Ōshima idearono l'idea di un'alleanza anticomunista come un modo per unire insieme Cina, Giappone e Germania. Wang Jingwei era favorevole all'adesione al patto, ma Chiang Kai-shek fece attenzione a non offendere l'Unione Sovietica, che era l'unico potenziale partner della Cina in caso di attacco giapponese. Chiang sapeva che i giapponesi consideravano l'adesione cinese al patto proposto come un modo per subordinare la Cina al Giappone. Mentre i cinesi esitavano, il ministro degli Esteri Neurath e il ministro della Guerra Werner von Blomberg convinse Hitler ad accantonare il trattato proposto per evitare di danneggiare i buoni rapporti della Germania con la Cina. Ma Ribbentrop non era d'accordo e sosteneva che Germania e Giappone dovessero firmare il patto a prescindere. Un risveglio di interesse sia a Tokyo che a Berlino portò alla firma del Patto anticomintern il 25 novembre 1936, senza la partecipazione cinese, sebbene la Cina ricevesse un invito ad aderirvi. Dopo una seria considerazione, l'amministrazione Chiang rifiutò. Non erano disposti ad allinearsi con il Giappone senza una ritirata delle forze giapponesi dalla Cina. Tale ritirata fu rifiutata dal Giappone, il che significava che la Cina non era disposta a offendere l’Unione Sovietica, l’unica grande potenza che sarebbe stata in grado di aiutarla efficacemente nel caso di una guerra contro il Giappone. Il Patto Anticomintern segnò l’inizio dell’allontanamento della Germania dalla Cina verso il Giappone.
Il ministro delle finanze cinese HH Kung e altri due funzionari del KMT visitarono la Germania nel giugno 1937 nel tentativo di persuadere i tedeschi a invertire il loro riallineamento verso il Giappone. Durante un incontro con Hans Georg von Mackensen, Kung sostenne che il Giappone non era un alleato affidabile per la Germania, citando come esempio l'invasione giapponese di Qingdao e delle ex colonie tedesche nelle isole del Pacifico durante la prima guerra mondiale. Affermò che la Cina era un vero stato anticomunista, ma che il Giappone si limitava a "ostentare". Von Mackensen promise che non ci sarebbero stati problemi nelle relazioni sino-tedesche finché lui e Konstantin von Neurath fossero stati alla guida del ministero degli Esteri. Kung ha incontrato anche Hjalmar Schacht, che gli spiegò che il Patto Anticomintern non era un'alleanza tedesco-giapponese contro la Cina. La Germania è stata lieta di prestare alla Cina 100 milioni di Reichsmark (equivalenti a 449 milioni di euro nel 2021) e non avrebbe fatto lo stesso con i giapponesi. Kung fece visita a Hermann Göring l'11 giugno, il quale gli disse che pensava che il Giappone fosse una "Italia dell'Estremo Oriente", in riferimento al fatto che durante la prima guerra mondiale, l'Italia aveva rotto la sua alleanza e dichiarato guerra alla Germania, ed essa non si potesse fidare mai del Giappone. Kung incontrò Hitler il 13 giugno, il quale gli assicurò che la Germania non aveva rivendicazioni politiche o territoriali in Estremo Oriente, e che l'unico interesse della Germania in Cina erano gli affari. Hitler espresse anche la speranza che Cina e Giappone potessero cooperare e si offrì di mediare eventuali controversie, come aveva fatto tra Italia e Jugoslavia. Hitler menzionò anche la sua ammirazione per Chiang Kai-shek per aver costruito un potente governo centrale.

### Fine delle relazioni diplomatiche

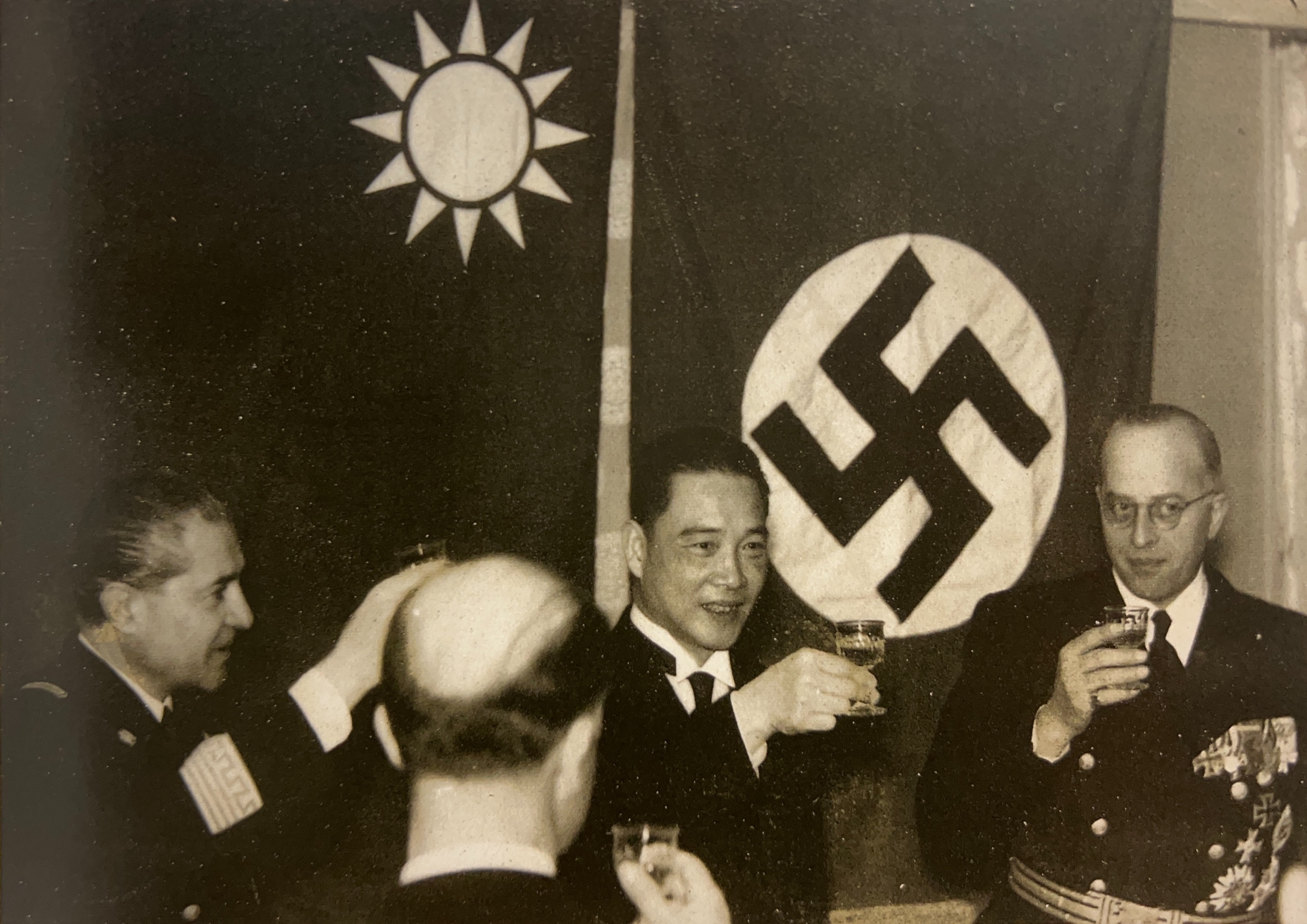
Wang Jingwei della Repubblica di Nanchino, incontra i diplomatici nazisti nel 1941.

Nonostante le rassicurazioni tedesche, lo scoppio della seconda guerra sino-giapponese il mese successivo causò una grave rottura nei rapporti. Dopo che il KMT perse Nanchino e si ritirò a Wuhan, il governo di Hitler decise di ritirare il suo sostegno alla Cina e rivolgersi con decisione verso il Giappone. Joachim von Ribbentrop succedette a Neurath come ministro degli Esteri il 4 febbraio 1938, e uno dei suoi primi atti fu quello di finalizzare il voltafaccia nelle politiche tedesche dell'Estremo Oriente. Ribbentrop fu determinante, nel febbraio 1938, nel persuadere Hitler a riconoscere lo stato fantoccio giapponese del Manchukuo e a rinunciare alle pretese tedesche sulle sue ex colonie nel Pacifico, che ora erano detenute dal Giappone. Nell'aprile 1938, Ribbentrop aveva interrotto tutte le spedizioni di armi tedesche in Cina e aveva richiamato tutti gli ufficiali dell'esercito tedesco in servizio presso il governo nazionalista, con la minaccia che le famiglie degli ufficiali in Cina sarebbero state mandate nei campi di concentramento se gli ufficiali non fossero tornati immediatamente in Germania. Allo stesso tempo, la fine dell'alleanza informale sino-tedesca portò Chiang a rescindere tutte le concessioni e i contratti detenuti dalle società tedesche nella Cina del Kuomintang.
La Germania continuò a schierarsi con il Giappone e nel 1940 firmò il patto tripartito con Giappone e Italia. Nel luglio 1941, la Germania riconobbe ufficialmente il governo fantoccio della Repubblica di Nanchino dopo i negoziati con il ministro degli Esteri Chu Minyi. La Cina nazionalista non dichiarò guerra alla Germania, all'Italia e nemmeno al Giappone fino a dopo l'attacco di Pearl Harbor nel dicembre 1941. Per ritorsione, la Gestapo lanciò arresti di massa e una persecuzione su vasta scala dei tedeschi cinesi.